# F. T. Barnum
Fineas Tejlor Barnum (engl. Phineas Taylor Barnum; 5. jul 1810 — 7. april 1891) bio je američki zabavljač, političar, i biznismen zapamćen po promovisanju poznatih prevara i po osnivanju Barnum & Bejli cirkusa (1871–2017). Takođe je bio glumac, izdavač i filantrop, mada je o sebi govorio: „Po profesiji sam zabavljač ... i svo pozlaćivanje neće napraviti ništa drugo od mene”. Prema njegovim kritičarima, njegov lični cilj je bio „da stavi novac u svoje sopstvene kofere”. On je opšteprihvaćen po formulisanju izreke „Po jedna naivčina se rađa svakog minuta”, iako se ne mogu naći dokazi da je on to izjavio.
Barnum je postao vlasnik malog preduzeća u svojim ranim dvadesetim godinama i osnovao je nedeljni list pre nego što se preselio u Njujork Siti 1834. godine. On se posvetio karijeri u zabavi, prvo sa varijetetnom trupom koja se zvala „Barnumov veliki naučni i muzički teatar”, a ubrzo nakon toga kupujući Skaderov američki muzej koji je preimenovao po sebi. Muzej je koristio kao platformu za promociju prevara i ljudskih retkosti, poput fidžijske sirene i generala Toma Tama. Godine 1850, promovisao je američku turneju švedske operske pevačice Dženi Lind, plaćajući joj neviđenih 1000 dolara po noći za 150 noći. Bio je pogođen ekonomskim preokretima 1850-ih zbog loših investicija, kao i dugogodišnjih sudskih sporova i javnog ponižavanja, ali je koristio predavačku turu kao pobornik trezvenosti kako bi izašao iz dugova. Njegov muzej je dodao prvi američki akvarijum i proširio odeljenje voštanih figura.
Barnum je služio dva mandata u zakonodavnom telu države Konektikat 1865. godine kao republikanac za Ferfild. Pred zakonodavnom skupštinom govorio je o ratifikaciji Trinaestog amandmana ustava Sjedinjenih Država kojim je ukinuto ropstvo i prisilno služenje: „Ljudska duša, koju je Bog stvorio i za koju je Hrist umro, ne treba da bude tretirana sa nepoštovanjem. Ona može obitavati u telu Kineza, Turčina, Arapina ili divljaka - ali je to još uvek besmrtni duh.” On je izabran 1875. godine za gradonačelnika Bridžporta u Konektikatu, gde je radio na poboljšanju vodosnabdevanja, dovođenju gasne rasvete na ulice i sprovođenju zakona o alkoholnim pićima i prostituciji. Takođe je bio ključan za pokretanje bolnice u Bridžportu 1878. godine i bio je njen prvi predsednik. Uprkos toga, cirkuski posao je bio izvor velikog dela njegove trajne slave. On je osnovao „Veliki putnički muzej F. T. Barnuma, menageriju, karavan i hipodrom”, putnički cirkus, menageriju i muzej „nakaza” koji su tokom godina imali mnoga imena.
Barnum je bio oženjen sa Čariti Halet od 1829. do njene smrti 1873, i imali su četvoro dece. Godine 1874, nekoliko meseci nakon smrti njegove žene, oženio se Nansi Fiš, ćerkom njegovog prijatelja koja je bila 40 godna mlađa od njega. Bili su u braku do 1891. godine kada je Barnum umro od moždanog udara u svojoj kući. Sahranjen je na groblju Mauntin Grouv u Bridžportu, koje je sam dizajnirao.

## Rani život
Barnum je rođen u Batelu u Konektikatu, kao sin gostioničara, krojača i vlasnika prodavnice Filo Barnuma (1778–1826) i njegove druge žene Irene Tejlor. Njegov deda po majci Finijs Tejlor bio je vigovac, zakonodavac, zemljoposednik, sudija i lutrijski intrigant koji je imao veliki uticaj na njega.
Barnum je tokom godina imao nekoliko preduzeća, uključujući prodavnicu opšte robe, trgovinu aukcijama, ured za nekretnine i lutrijsku mrežu širom države. On je osnovao 1829. godine nedeljni list pod nazivom The Herald of Freedom u Danburiju u Konektikatu. Njegovi uvodnici protiv starešina lokalnih crkava proizveli su tužbe za klevete i krivične postupke, što je rezultiralo zatvorskom kaznom u trajanju od dva meseca, ali je po puštanju na slobodu postao predvodnik liberalnog pokreta. On je prodao preduzeće 1834. godine.
Karijeru je započeo kao šouman 1835. kada je imao 25 godina kupovinom i izlaganjem slepe i gotovo potpuno paralizovane žene ropkinje po imenu Džojs Hit, koju je jedan njegov poznanik predstavljao po Filadelfiji kao bivšu medicinsku sestru Džordža Vašingtona koja je 161 godina stara. Ropstvo je već bilo zabranjeno u Njujorku, ali on je iskoristio zakonski previd koji mu je omogućio da je iznajmi na godinu dana za 1.000 dolara, pozajmivši 500 dolara da bi izvršio kupovinu. Hit je umrla u februaru 1836. godine, sa ne više od 80 godina. Barnum ju je koristio 10 do 12 sati dnevno, i on je organizovao javnu autopsiju njenog tela u njujorškom salonu gde su gledaoci platili 50 centi kako bi gledali isecanje mrtve žene, jer je on objavio da je ona verovatno imala samo polovinu navodne starosti.

## Šoumen i promocije

### Fidži sirena i Tom Tam
Godine 1842, Barnum je predstavio svoju prvu veliku varku: stvorenje sa telom majmuna i repom ribe poznato kao „Fidži” sirena. Iznajmio ga je od kolege vlasnika muzeja Mosesa Kimbala iz Bostona koji mu je postao prijatelj, pouzdanik i saradnik. Barnum je opravdao svoje varke nazivajući ih reklamama kako bi skrenuo pažnju na muzej. Rekao je: „Ne verujem u zavaravanje javnosti, ali verujem u to da prvo privučem, a zatim da im ugodim.“
Godine 1843, Barnum je angažovao indijskog plesača fu-Hum-Me, prvog od mnogih Indijanaca koje će predstaviti. Tokom 1844–45, on je sa generalom Tomom Tambom bio na turneji po Evropi i upoznao kraljicu Viktoriju, koja je bila zabavljena, mada ju je patuljak Straton rastužio, i događaj je imao dobar prijem javnosti. To je otvorilo vrata za posete kraljevskim porodicama širom Evrope, uključujući cara Rusije, i omogućilo Barnumu da stekne mnoge nove atrakcije, uključujući automate i druga mehanička čuda. Tokom tog perioda, kupio je druge muzeje, uključujući i muzej umetnika Rembranta Pila u Filadelfiji, prvi veliki muzej u zemlji. Do kraja 1846. godine, Barnumov američki muzej je privlačio 400.000 posetilaca godišnje.

## Literatura
- Adams, Bluford (1997). E Pluribus Barnum: The Great Showman and the Making of U.S. Popular Culture. Minneapolis: University of Minnesota Press. ISBN 0-8166-2631-6..
- Alderson, William T., ed.  Mermaids, Mummies, and Mastodons: The Emergence of the American Museum.  Washington, DC: American Association of Museums for the Baltimore City Life Museums, 1992.
- Barnum, Patrick Warren. Barnum Genealogy: 650 Years of Family History. ISBN 0-7404-5551-6.. Boston: Higginson Book Co., 2006.  (hardcover),  0-7404-5552-4 (softcover), LCCN 2005903696.
- Benton, Joel. The Life of Phineas T. Barnum, .
- Betts, John Rickards (1959). „P. T. Barnum and the Popularization of Natural History”. Journal of the History of Ideas. 20 (3): 353—368..
- Cook, James W (2001). The Arts of Deception: Playing with Fraud in the Age of Barnum. Cambridge: Harvard University Press. ISBN 0-674-00591-0.. Relates Barnum's Fiji Mermaid and What Is It? exhibits to other popular arts of the nineteenth century, including magic shows and trompe l'oeil paintings.
- Harding, Les (2000). Elephant Story: Jumbo and P. T. Barnum Under the Big Top. ISBN 0-7864-0632-1.. Jefferson, NC.: McFarland & Co., 2000. (129 p.)
- Harris, Neil (1973). Humbug: The Art of P. T. Barnum. Chicago: University of Chicago Press. ISBN 0-226-31752-8..
- Kunhardt, Philip B., Jr.; Kunhardt, Philip B., III; Kunhardt, Peter W. (1995). P. T. Barnum: America's Greatest Showman. Alfred A. Knopf. ISBN 978-0-679-43574-7.
- Lott, Eric (1993). Love and Theft: Blackface Minstrelsy and the American Working Class. New York: Oxford University Press. стр. 76–78. ISBN 978-0-19-507832-9.
- Reiss, Benjamin (2001). The Showman and the Slave: Race, Death, and Memory in Barnum's America. Cambridge: Harvard University Press. ISBN 0-674-00636-4.. Focuses on Barnum's exhibition of Joice Heth.
- Saxon, Arthur H (1995). P. T. Barnum: The Legend and the Man. New York: Columbia University Press. ISBN 0-231-05687-7..
- Uchill, Ida Libert (2001). Howdy, Sucker! What P. T. Barnum Did in Colorado. Denver: Pioneer Peddler Press. ISBN 0-9604468-1-0 Проверите вредност параметра |isbn=: checksum (помоћ). OCLC 47773817..
- Jefferson, Margo (2007). On Michael Jackson. ISBN 978-0-307-27765-7.. New York, NY: Pantheon, 2006. Critique of Michael Jackson, including his obsession with P. T. Barnum and "Freaks."
- Chisholm, Hugh, ур. (1911). „Barnum, Phineas Taylor (1810–1891)”.  (на језику: енглески) (11 изд.). Cambridge University Press.
- The Colossal P. T. Barnum Reader: Nothing Else Like It in the Universe. University of Illinois Press. ISBN 0-252-07295-2.. Ed. by James W. Cook. Champaign,, 2005.
- Woolf, John (2019). The Wonders: Lifting the Curtain on the Freak Show, Circus and Victorian Age. London: Michael O'Mara. ISBN 1782439935.
- Schweitzer, Marlis. "Barnum's Last Laugh? General Tom Thumb's Wedding Cake in the Library of Congress." Performing Arts Resources 2011; 28.: 116. Associates Programs Source Plus. Web. 8 Dec. 2012.
- Stabile, Susan M. (2010). „Still(Ed) Lives”. Early American Literature. 45 (2): 371—95. doi:10.1353/eal.2010.0020.

## Spoljašnje veze
- Phineas Taylor Barnum papers, 1818–1993
- P. T. Barnum's genealogy Архивирано на веб-сајту  (24. мај 2018) at the Barnum Family Genealogy website
- F. T. Barnum на сајту Find a Grave (језик: енглески)
- The Barnum Museum
- Barnum's circus affiliation
- P. T. Barnum at Ringling Brothers and Barnum and Bailey Circus
- Barnum's American Museum
- House of Deception – An article about Barnum's handwriting & signature
- The Lost Museum – A virtual reproduction of Barnum's American Museum; includes a collection of primary source materials
- Entry on P. T. Barnum in the Concise Encyclopedia of Tufts History
- Art of Money Getting by P. T. Barnum[мртва веза]
- F. T. Barnum на сајту Пројекат Гутенберг (језик: енглески)
- F. T. Barnum на сајту Internet Archive (језик: енглески)
- F. T. Barnum на сајту LibriVox (језик: енглески)
- Full text of The Life of Phineas T. Barnum Архивирано 2004-08-05 на сајту  by Joel Benton, from Project Gutenberg
- P. T. Barnum did not say "There's a sucker born every minute"
- P. T. Barnum, the Shakespeare of Advertising
- P. T. Barnum and Henry Bergh Bergh was founder of the American Society for the Prevention of Cruelty to Animals (ASPCA).
- Facebook Page Bethel Historical Society, P. T. Barnum Monument, "P. T. Barnum – The Lost Legend" Documentary.
- An 1890 recording of Barnum's voice
- Marina Mansion
- F. T. Barnum на веб-сајту Internet Broadway Database (језик: енглески)
- Tribute to Ringling Bros.and Barnum & Bailey Circus by brothers Charles Elias Disney & Daniel H. Disney
- „Peale's Philadelphia Museum – Encyclopedia of Greater Philadelphia”. philadelphiaencyclopedia.org.